# Cărarea forestieră Carmen Sylva
45°20′00″N 14°17′50″E / 45.33333°N 14.29722°E

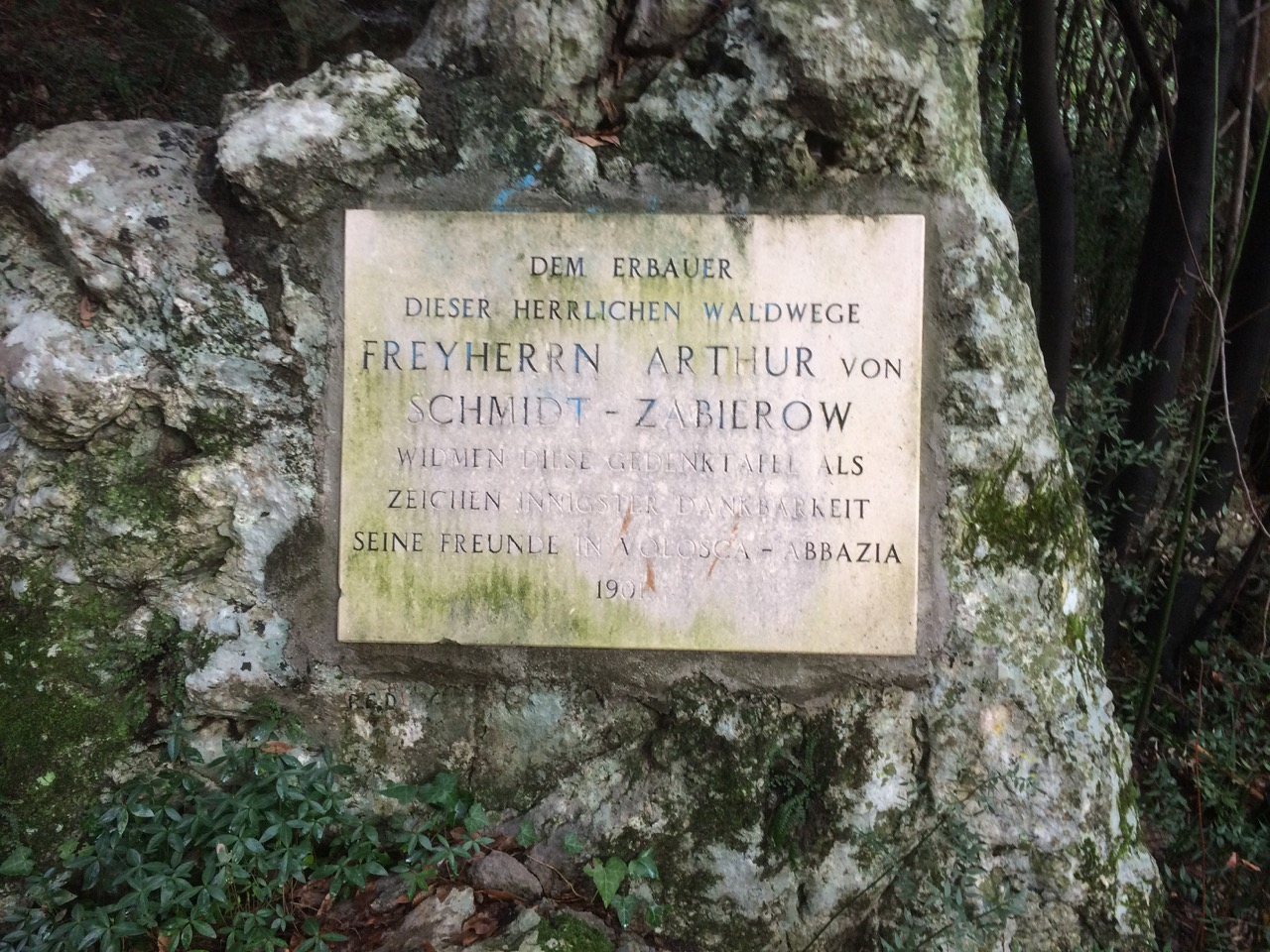
O placă pe cărarea forestieră Carmen Sylva, Opatija

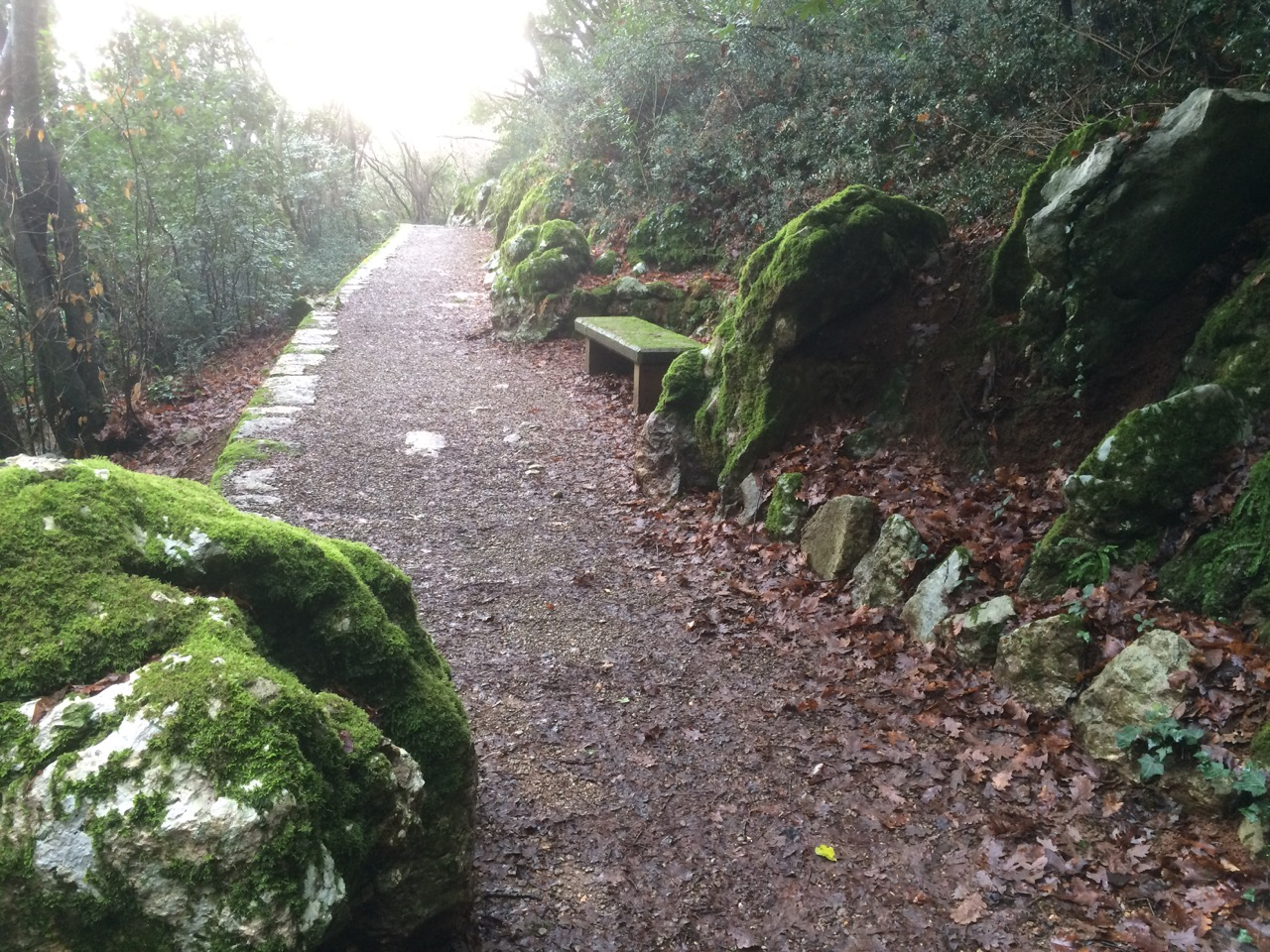
O porțiune din cărarea forestieră a lui Carmen Sylva

Cărarea Carmen Sylva prin pădure( croată Šetalište Carmen Sylve   ) este un traseu în Opatija, Croația .
Cărarea forestieră, începe la cca. 45°20'00.3"N 14°17'50.0"E și se termină la cca. 45°20'58.7"N 14°18'35.5"E. A fost inițial numită „Poteca pădurii regelui Carol” (König-Carol-Waldweg), datorită vizitei pe care Regele Carol I al României a făcut-o la Opatija în aprilie 1896, stând în Vila Angiolina  împreună cu soția sa Elisabeta (n. Elisabeta de Wied ), cunoscută și sub numele ei literar de Carmen Sylva. 
Se spune că regele Carol I a descoperit poteca în timpul unei plimbări cu cai în pădurea de sub Veprinac. O placă îl comemorează astăzi pe baronul Arthur Schmidt-Zabierow, fostul director de district din Volosko, care a construit poteca cu fonduri donate de regele Carol.

## Trimiteri
1. Tourist Board Opatija http://visitopatija.com/en/attractions/forest-path-of-carmen-sylva,171.html